# Iphone 4

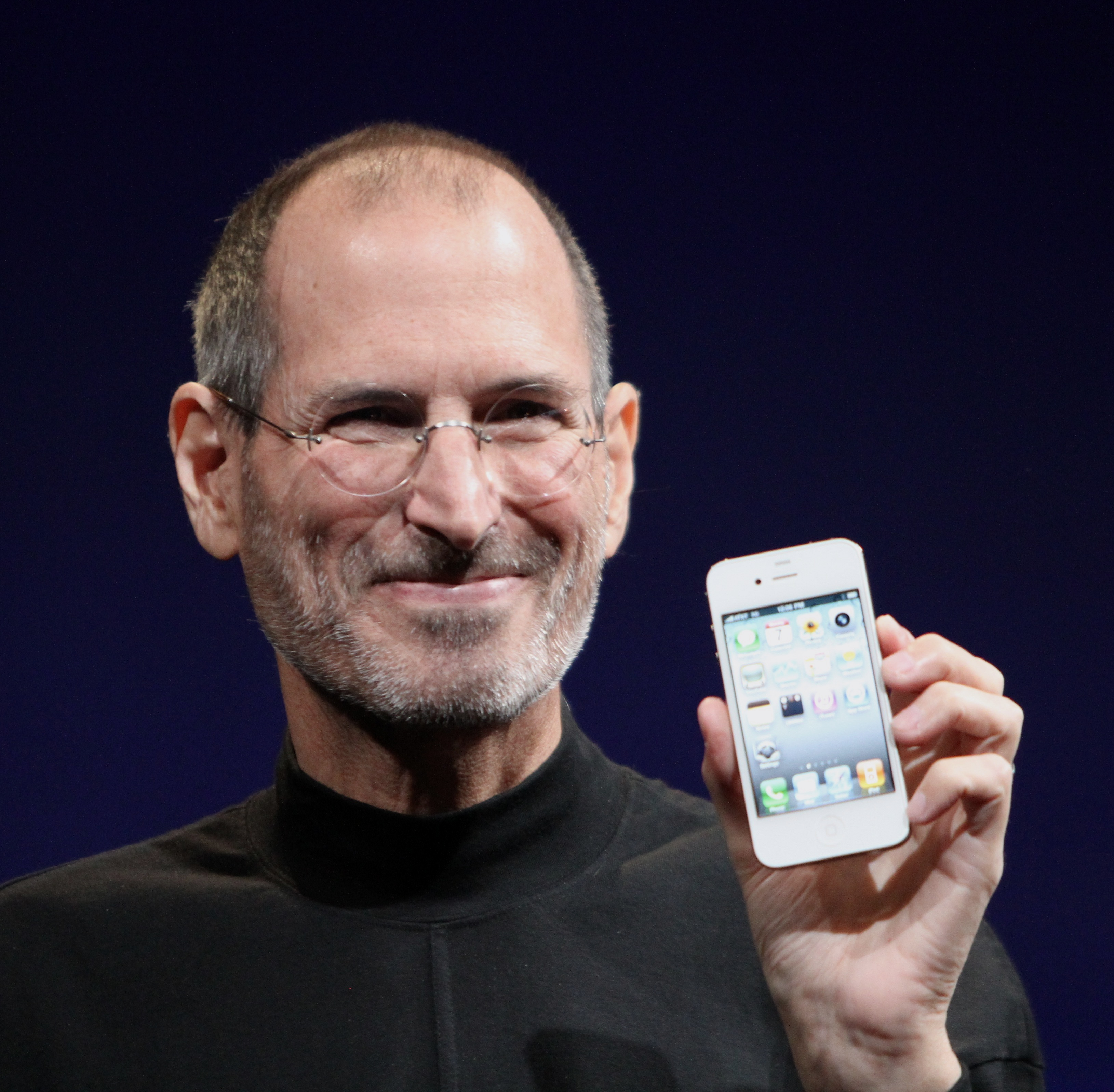
Steve Jobs, tidigare vd på Apple, håller i en vit Iphone 4.

Iphone 4, i marknadsföringssyfte skrivet iPhone 4, är en smarttelefon med pekskärm som utvecklats av Apple. Det är den fjärde generationen av Iphone, och efterföljaren till Iphone 3GS. Den är speciellt marknadsförd för videosamtal, konsumtion av media som böcker och tidningar, filmer, musik och spel, samt för allmän internet- och e-poståtkomst. Telefonen tillkännagavs den 7 juni 2010 på WWDC 2010 vid Moscone Center, San Francisco, och släpptes den 24 juni 2010 i USA, Storbritannien, Frankrike, Tyskland och Japan.
Iphone 4 använder Apples operativsystem IOS, samma som har använts i tidigare telefoner i Iphone-serien, i Ipad och i Ipod Touch. Den kontrolleras huvudsakligen av användarens fingertoppar på multi-touchskärmen, som känner av fingertoppskontakt.
Den tydligaste skillnaden mellan Iphone 4 och dess föregångare är den nya designen, som innehåller en oisolerad ram i rostfritt stål som fungerar som enhetens antenn. De interna komponenterna sitter mellan två paneler av kemiskt förstärkta glas av aluminiumsilikat. Den har ett Apple A4-chipp och 512 MB eDRAM, dubbelt så mycket som dess föregångare, och fyra gånger så mycket som den första generationens Iphone. Några kunder har rapporterat problem med signalerna när telefonen hållits på vissa sätt, speciellt i vänstra handen, så antennproblemen sitter på det nedre vänstra hörnet av telefonens sidofodral. Företaget erbjöd kunder ett gratis fodral fram till den 30 september 2010, eller en återbetalning inom 30 dagars köp, då fodral har visats lösa detta antennproblem.